# Oasis de Fayún

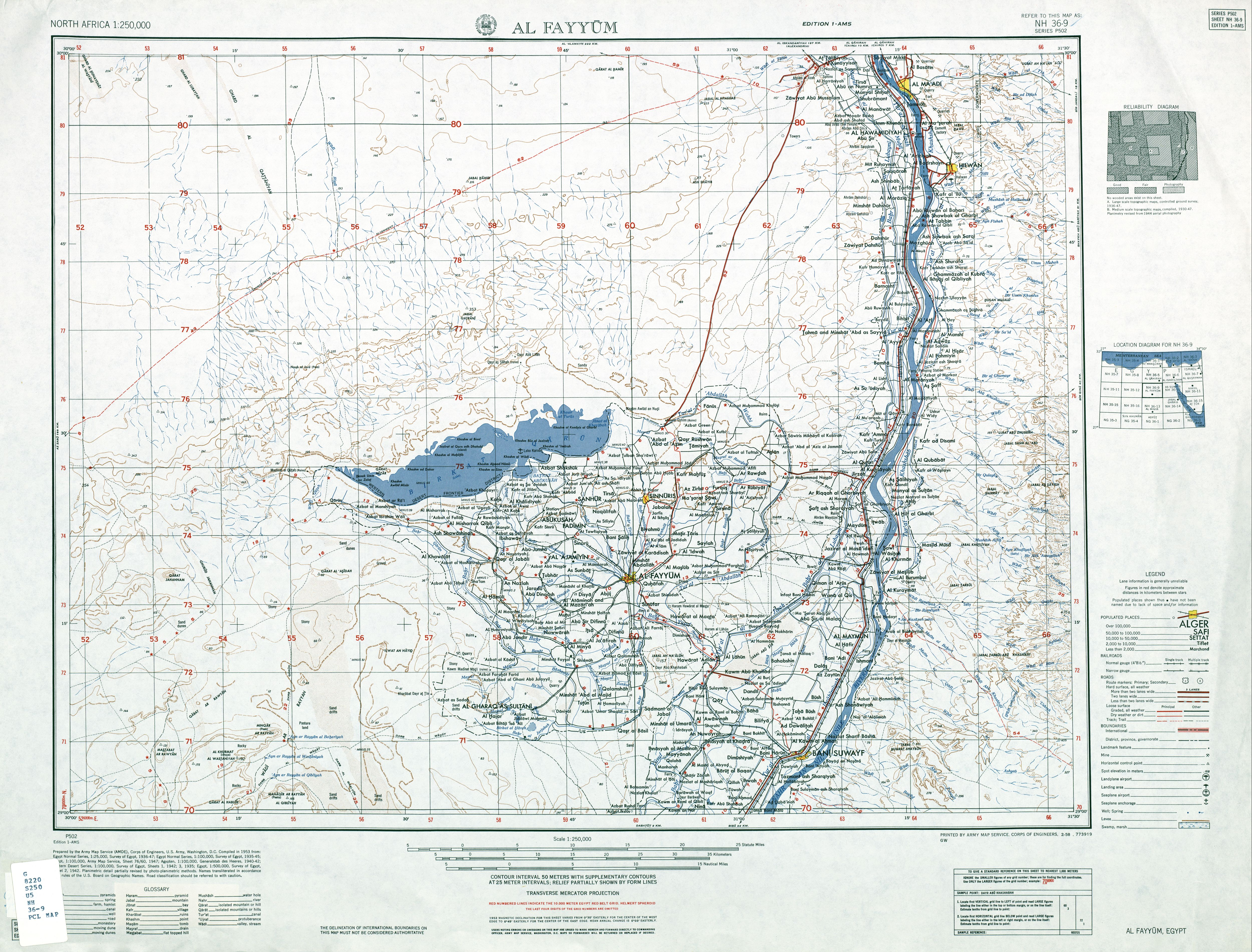
Mapa del oasis de Fayún

El oasis de Fayún (en árabe: واحة الفيوم‎,.Waḥet El Fayyum) es una depresión o cuenca en el desierto inmediatamente al oeste del Nilo, al sur de El Cairo en Egipto. La extensión del área de la cuenca se estima entre 1270 km² y 1700 km². El suelo de la cuenca comprende campos regados por un canal del Nilo, el Bahr Yussef, que desemboca en un hueco del desierto al oeste del valle del Nilo. El Bahr Yussef vira hacia el oeste a través de una estrecha franja de tierra al norte de Ihnasya, entre los sitios arqueológicos de El Lahun y Gurob cerca de Hawara; luego se ramifica, proporcionando una rica tierra agrícola en la cuenca de Fayún, que desemboca en el gran lago Birket Qarun (antes conocido como Moeris). El lago era de agua dulce en la prehistoria, pero hoy es un lago salado. Es una fuente de tilapia y otros peces para los lugareños.
A diferencia de los oasis típicos, cuya fertilidad depende del agua obtenida de manantiales, la tierra cultivada en Fayún está formada por lodo del Nilo que trae el Bahr Yussef, de 24 km de longitud. Desde el comienzo de Bahr Yussef en El Lahun hasta su final en la ciudad de Fayún, varios canales se ramifican para irrigar la gobernación de Fayún. El agua de drenaje fluye hacia el lago.

## Historia

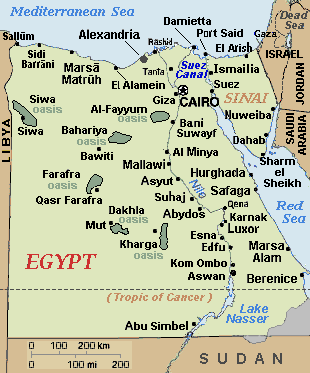
Sitio del oasis de Fayún (justo al suroeste de El Cairo, listado como Al-Fayyum) en un mapa de Egipto

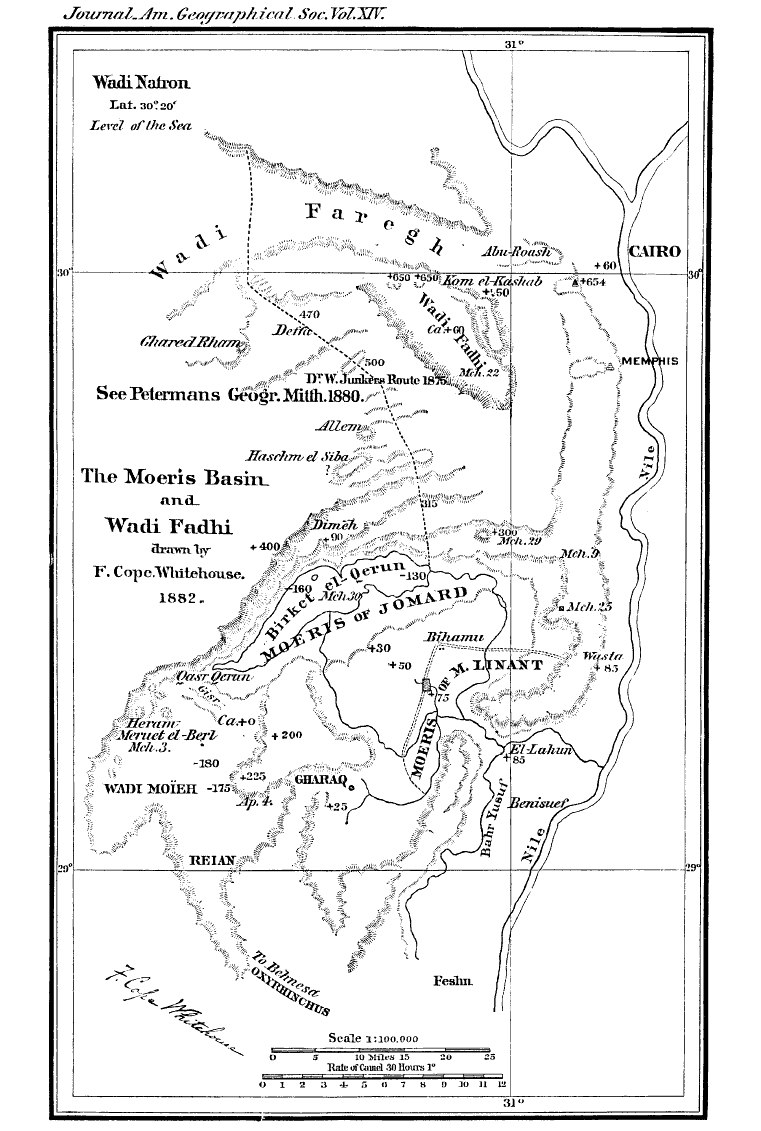
Estudio de la cuenca de Moeris desde finales del.

Cuando el mar Mediterráneo era un hueco seco y caliente cerca del final de la crisis salina del Messiniense en el Mioceno tardío, Fayún era un hueco seco, y el Nilo fluía más allá de él en el fondo de un cañón (que tenía 2 438,4 m de profundidad o más donde está actualmente El Cairo). Después de que el Mediterráneo se volviera a inundar al final del Mioceno, el cañón del Nilo se convirtió en un brazo de mar que llegaba tierra adentro más allá de Asuán. Con el tiempo geológico, ese brazo marino se llenó gradualmente de limo y se convirtió en el valle del Nilo. 
Finalmente, el lecho del valle del Nilo se llenó de sedimentos lo suficientemente alto como para permitir que el Nilo se desbordara periódicamente hacia la cuenca de Fayún y formara un lago en él. El lago se registra por primera vez alrededor del 3000 a. C. alrededor de la época de Menes (Narmer). Sin embargo, en su mayor parte, solo se llenaría con grandes inundaciones. El lago estaba bordeado por asentamientos neolíticos, y la ciudad de Cocodrilópolis creció en el sur, donde el terreno más alto creaba una cresta. 
En el 2300 a. C., la vía fluvial desde el Nilo hasta el lago natural se amplió y profundizó para formar un canal que ahora se conoce como Bahr Yussef. Este canal desembocaba en el lago. Esto estaba destinado a servir para tres propósitos: controlar la inundación del Nilo, regular el nivel del agua del Nilo durante las estaciones secas y servir el área circundante con riego. Existe evidencia de que los faraones del antIguo Egipto de la dinastía XII usaban el lago natural de Fayún como depósito para almacenar excedentes de agua para su uso durante los períodos secos. Las inmensas obras hidráulicas emprendidas por los antiguos faraones para transformar el lago en un enorme depósito de agua daban la impresión de que el lago en sí era una excavación artificial, según informan los geógrafos y viajeros clásicos. El lago finalmente fue abandonado debido a que la rama más cercana del Nilo disminuyó de tamaño desde el 230 a. C.
Fayún fue conocido por los antiguos egipcios como el vigésimo primer nomo del Alto Egipto, Atef-Pehu ("Sicomoro del Norte"). En la época del antiguo Egipto, su capital era Sh-dyt (generalmente escrito "Shedyt"), llamada por los griegos Cocodrilópolis, y refundada por Ptolomeo II como Arsinoe. 
Esta región conserva la evidencia más antigua de agricultura en Egipto, y fue un centro de construcción de pirámides reales y tumbas en la duodécima dinastía del Imperio Medio, y nuevamente durante el gobierno de la dinastía ptolemaica. Fayún se convirtió en uno de los graneros del mundo romano.
Durante los primeros tres siglos d. C., la gente de Fayún y de otras partes del Egipto romano no solo embalsamaba a sus muertos, sino que también colocaba un retrato del difunto sobre el rostro de las envolturas, sudario o estuche de la momia. Los egipcios continuaron su práctica de enterrar a sus muertos, a pesar de la preferencia romana por la cremación. Conservados por el ambiente seco del desierto, estos retratos de Fayún constituyen el cuerpo de retratos más rico que ha sobrevivido desde la antigüedad. Nos brindan una ventana a una sociedad notable de pueblos de orígenes mixtos (egipcios, griegos, romanos, sirios, libios y otros) que floreció hace 2000 años en Fayún. Los retratos de Fayún se pintaron sobre madera en una técnica de cera pigmentada llamada encáustica.
A finales del primer milenio d. C., la superficie cultivable se redujo y los asentamientos alrededor del borde de la cuenca fueron abandonados. Estos sitios incluyen algunos de los mejor conservados de finales del Imperio Romano, en particular Karanis, y de los períodos bizantino y árabe temprano, aunque la remodelación reciente ha reducido considerablemente las características arqueológicas.
Los nombres de las aldeas de "tipo colonial" (aldeas con nombres de ciudades en otros lugares de Egipto y lugares fuera de Egipto) muestran que mucha tierra se cultivó en el Fayún en los períodos griego y romano.
Según la Encyclopædia Britannica, en 1910 se cultivaban más de 1.000 km² en el oasis de Fayún, siendo los principales cultivos los cereales y el algodón. La finalización de la presa del bajo Asuán aseguró un suministro de agua más completo, lo que permitió que hubiera 20.000 acres (80 km²) de tierra, antes no irrigada ni gravada, para ser cultivada en los tres años 1903-1905. Se obtuvieron tres cosechas en veinte meses. La provincia se destacó por sus higos y uvas de excepcional calidad. También se cultivaron aceitunas. Los rosales eran muy numerosos y la mayor parte de los aceites de rosas de Egipto se fabricaban en la provincia. Fayún también poseía una excelente raza de ovejas.